# 哈康三世
哈康三世·斯韋雷松（古諾斯語：Hákon Sverrisson；挪威語：Håkon Sverresson，1170年代—1204年1月1日），在挪威內戰時期曾成為挪威國王（1202年－1204年）。

## 生平
哈康三世出生時是未當上國王、只是法羅群島的冒險家的斯韋雷的第二名私生子。歷史學家P. A. Munch認為哈康三世的母親可能是法羅群島主教羅埃（Roe）的女兒阿斯特麗德·羅埃斯多塔，但後來的歷史學家並未對此說法表示支持。
挪威歷史上的內戰期間從1130年持續到1240年。在此期間，有幾個不同規模和強度的互相連鎖衝突。這些衝突的背景是由於不明確的挪威繼承法，社會條件以及教會與國王之間的鬥爭而成。有兩個主要政黨，首先以不同的名字或根本沒有名字，但最終以牧杖黨和樺樹皮鞋黨兩派為名。其中一派會因為出現一位王子，或者是因為他們的追隨者聲稱自己是國王的私生子而集結，令現任的國王地位不穩，以反對國王統治而打擊敵對派系。斯韋雷和哈康三世都是樺樹皮鞋黨的領導者。
哈康於1197年在與奧斯陸的牧杖黨戰鬥中，首次被提及作為他父親軍隊的領導人之一。隨後，他多次被提及參加他父親對牧杖黨的戰爭。在他的父親斯韋雷於1202年3月9日臨終時，他宣稱哈康是他唯一還活著的兒子。他還給哈康寫了一封信，建議他解決與教會長期存在的爭執。當斯韋雷去世的消息傳到哈康與樺樹皮鞋黨當時聚集在尼達洛斯，首先哈康三世被樺樹皮鞋黨視為領袖。同一個春天，他在尼達羅斯的議會中被擁立成為國王
同年春天，流亡在瑞典和丹麥並支持牧杖黨的挪威主教返回挪威，並與哈康三世達成和解。他似乎很可能滿足了他們的大部分要求。本來挪威在斯韋雷統治時期被置於禁令之下現時被取消。據說哈康三世與農民和普通民眾保持著友好關係，牧杖黨很快失去很多支持。1202年秋天，牧杖黨國王英格·馬格努森被奧普蘭當地的農民殺害，挪威國內的牧杖黨被迫解散。一個新的牧杖黨擁立的敵對國王埃林·斯泰因維格很快出現在丹麥，但他拒絕重新開始戰鬥，因為他認為此時沒有機會成功對抗哈康三世。因此，哈康三世便成為挪威無可爭議的統治者。
哈康三世似乎與他父親的嫡妻瑪格麗塔·埃里克斯多塔有著混亂的關係。在斯韋雷去世後，瑪格麗塔試圖和她與斯韋雷的女兒克里斯蒂娜一起回到她的家鄉瑞典。哈康三世的軍隊強行將她與女兒分開，因為他想把她留在他的宮廷裡。隨後，瑪格麗塔似乎與哈康三世定居並前往他的王庭。1203年的聖誕節期間，哈康三世在放血後生病，並於1204年1月1日死亡。他的死被懷疑為中毒，他的繼母瑪格麗塔被懷疑是行弒者。最後，她讓她的手下為了為證明她自己無罪而接受神明裁判，但這名手下被嚴重燒傷。這被視為她有罪的證據，她不得不逃回瑞典。
哈康三世並沒有結婚，在他去世時，並沒有繼承人。因此，他的4歲侄子古托姆·西居爾松接替他成為國王。但在他去世後，一位名叫瓦爾特格的英嘉於1203年曾納為妾侍，並在樺樹皮鞋黨的王庭上出現一名嬰兒，她聲稱嬰兒便是哈康三世的兒子。在假定的父親去世後，這個孩子出生在今天的東福爾。這個男孩在父親之後被命名為哈康，後來成為國王哈康四世。1218年的夏天，英嘉在卑爾根經歷一場成功的審判（鑽孔鐵），以顯示她兒子的親父關係。
在哈康三世的短暫統治期間，他設法將挪威從教會的禁令中取消，並至少在一段時間內結束內戰。如果他並沒有去世，和平是否會長期持續是可能的。事實證明，他的早逝導致戰鬥的重新啟動，因為牧杖黨的國王埃林·斯泰因維格在幾個月內聚集一支軍隊並前往挪威奪取王位。
哈康三世被埋葬在卑爾根舊教堂裡。大教堂於1531年被拆除，現在該遺址以紀念碑為標誌。
我們對哈康三世了解的主要來源是斯韋雷薩迦和牧杖黨薩迦，這些都是在13世紀事件發生後不久寫成的。